# Abertam
Abertam – rodzaj sera wytwarzanego z mleka owczego w Czechach. Produkuje się go w Karlowych Warach.
Jest to ser twardy, o ostrym smaku, wytwarza się na nim naturalna żółta lub pomarańczowa skórka. Zawartość tłuszczu wynosi 45%. Ser ten dojrzewa dwa miesiące.